# Porte Qeyssarié

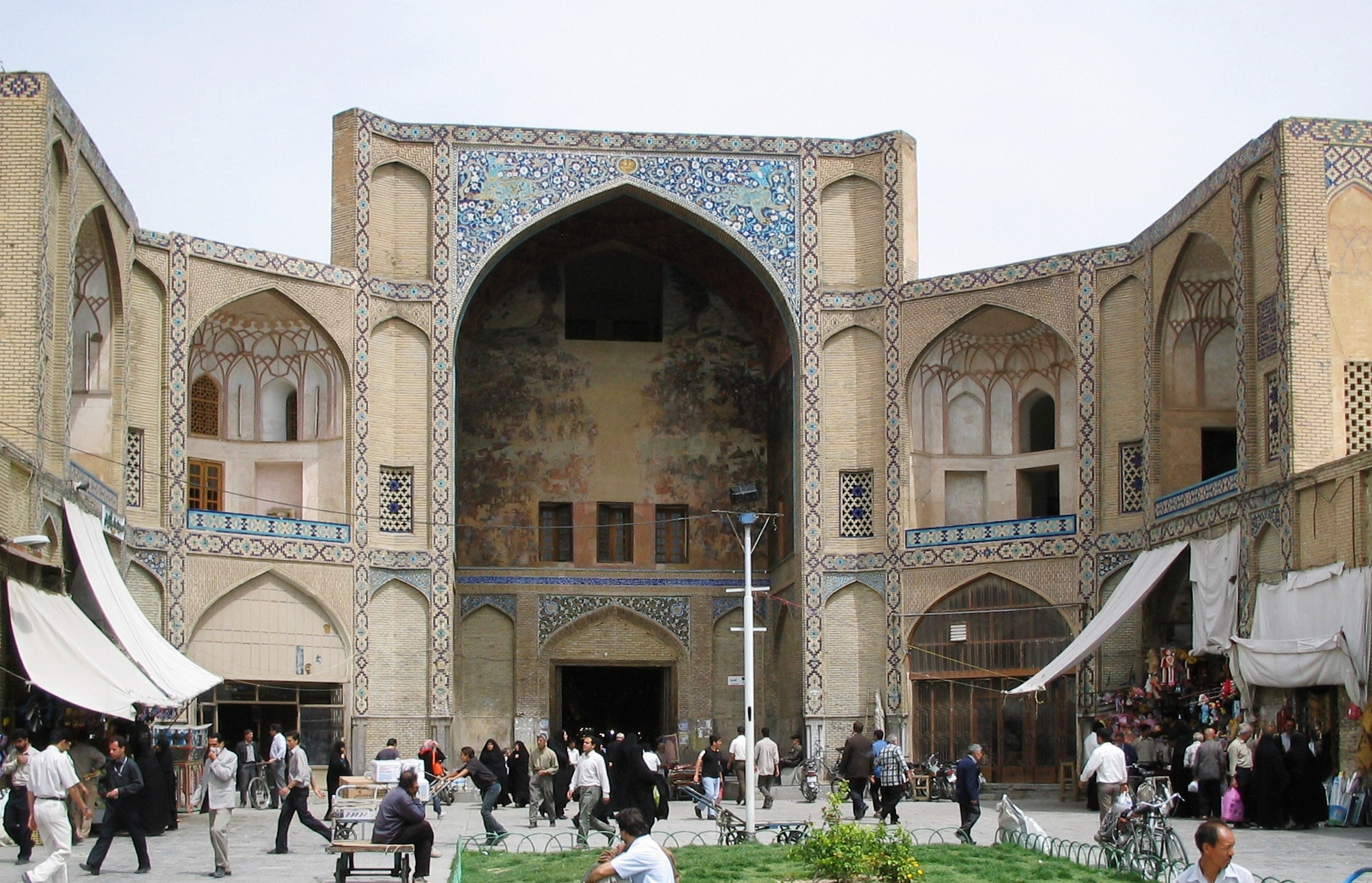
Le bazar Qeyssarié.

La porte Qeyssarié (en persan : سردر قیصریه) est une porte historique à l'entrée principale du bazar d'Ispahan et du bazar Qeyssarié à l'Ispahan en Iran. La porte Qeyssarié eut à l'origine 3 étages, mais le troisième étage fut démoli plus tard.